# 欧柏林音乐学院
歐柏林音乐学院（英語：Oberlin Conservatory of Music）是美国俄亥俄州歐柏林的一所私立音乐学院，是歐柏林学院的一部分。它成立于1865年，是美国第二古老的音乐学院，和美国最古老的连续开办的音乐学院。它是为数不多的完全附属于文理学院的美国音乐学院之一，学生可以通过五年的双学位课程，有机会获得音乐和传统文科两个学位。和歐柏林学院的其他学生一样，音乐学院的学生几乎全是本科生。

## 历史

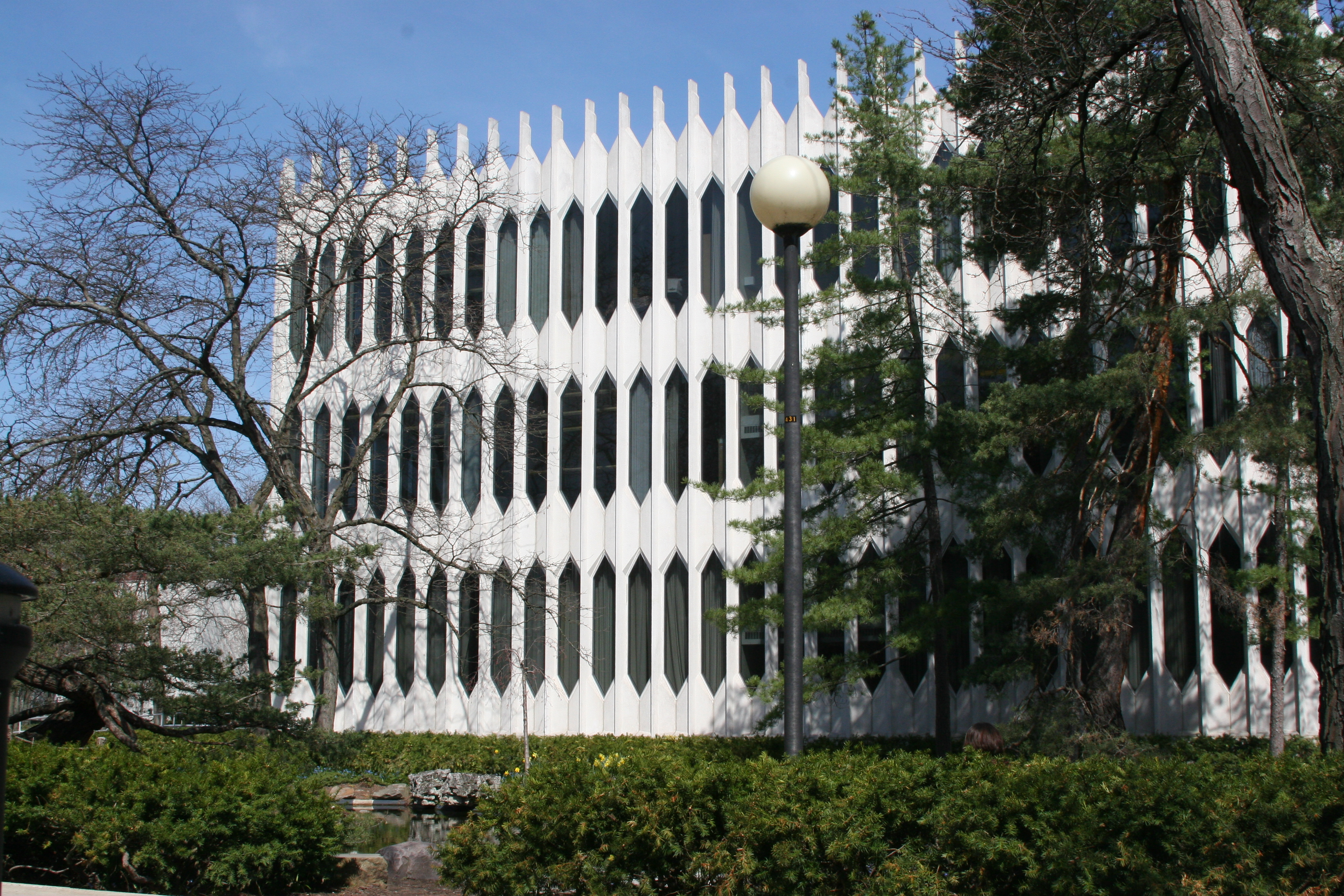
Bibbins Hall

1867年，在歐柏林音乐学院成立两年后，并入歐柏林学院。它也是美国连续开办最久的男女同校音乐学院。1965年12月21日，该学院和音乐学院因其在社会进步中的重要性而被列为国家历史地标。

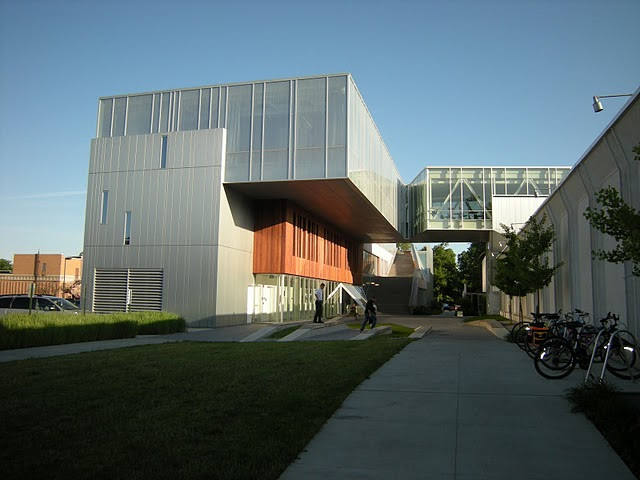
The Kohl Building

## 设施
音乐学院此前位于华纳大厅（Warner Hall），这是一座大型石头建筑，现在那里是国王大厦（King Building）。它现在占据了塔潘广场南侧的四座相互连接的建筑。三座白色大建筑由日裔美国建筑师山崎实设计于1963年，与他后来设计的纽约市世界贸易中心非常相似。

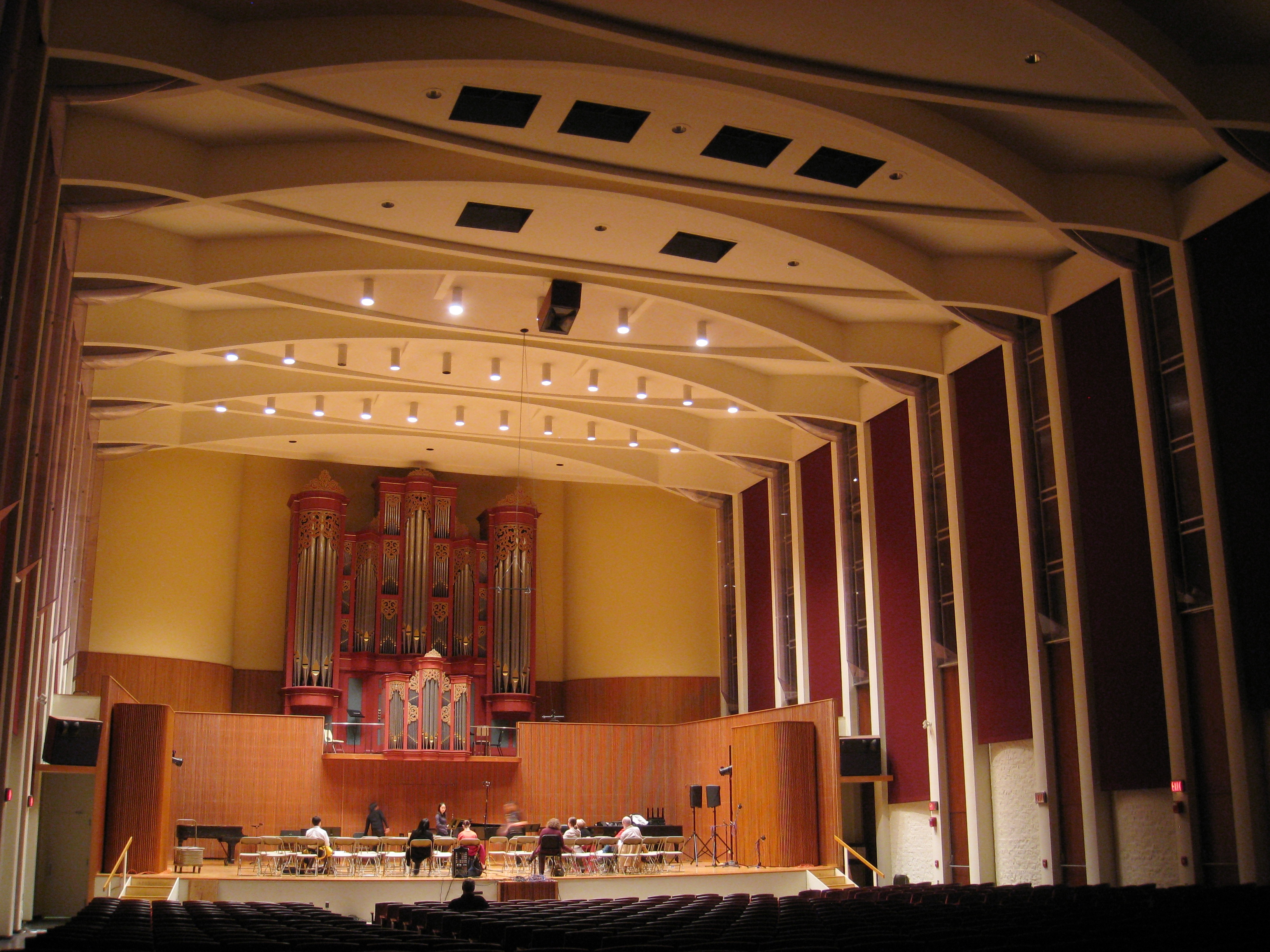
华纳音乐厅